# Goleta workmani
Goleta workmani är en spindelart som först beskrevs av Peckham, Peckham 1885.  Goleta workmani ingår i släktet Goleta och familjen hoppspindlar. Inga underarter finns listade i Catalogue of Life.